# Municipio de Pere Marquette
El municipio de Pere Marquette (en inglés: Pere Marquette Township) es un municipio ubicado en el condado de Mason en el estado estadounidense de Míchigan. En el año 2010 tenía una población de 2366 habitantes y una densidad poblacional de 58,01 personas por km².

## Geografía
El municipio de Pere Marquette se encuentra ubicado en las coordenadas 43°55′50″N 86°25′9″O / 43.93056, -86.41917. Según la Oficina del Censo de los Estados Unidos, el municipio tiene una superficie total de 40.78 km², de la cual 36,49 km² corresponden a tierra firme y (10,54 %) 4,3 km² es agua.

## Demografía
Según el censo de 2010, había 2366 personas residiendo en el municipio de Pere Marquette. La densidad de población era de 58,01 hab./km². De los 2366 habitantes, el municipio de Pere Marquette estaba compuesto por el 96,32 % blancos, el 0,3 % eran afroamericanos, el 0,63 % eran amerindios, el 0,72 % eran asiáticos, el 0,59 % eran de otras razas y el 1,44 % eran de una mezcla de razas. Del total de la población el 2,49 % eran hispanos o latinos de cualquier raza.